# Liste der Baudenkmäler in Perlesreut

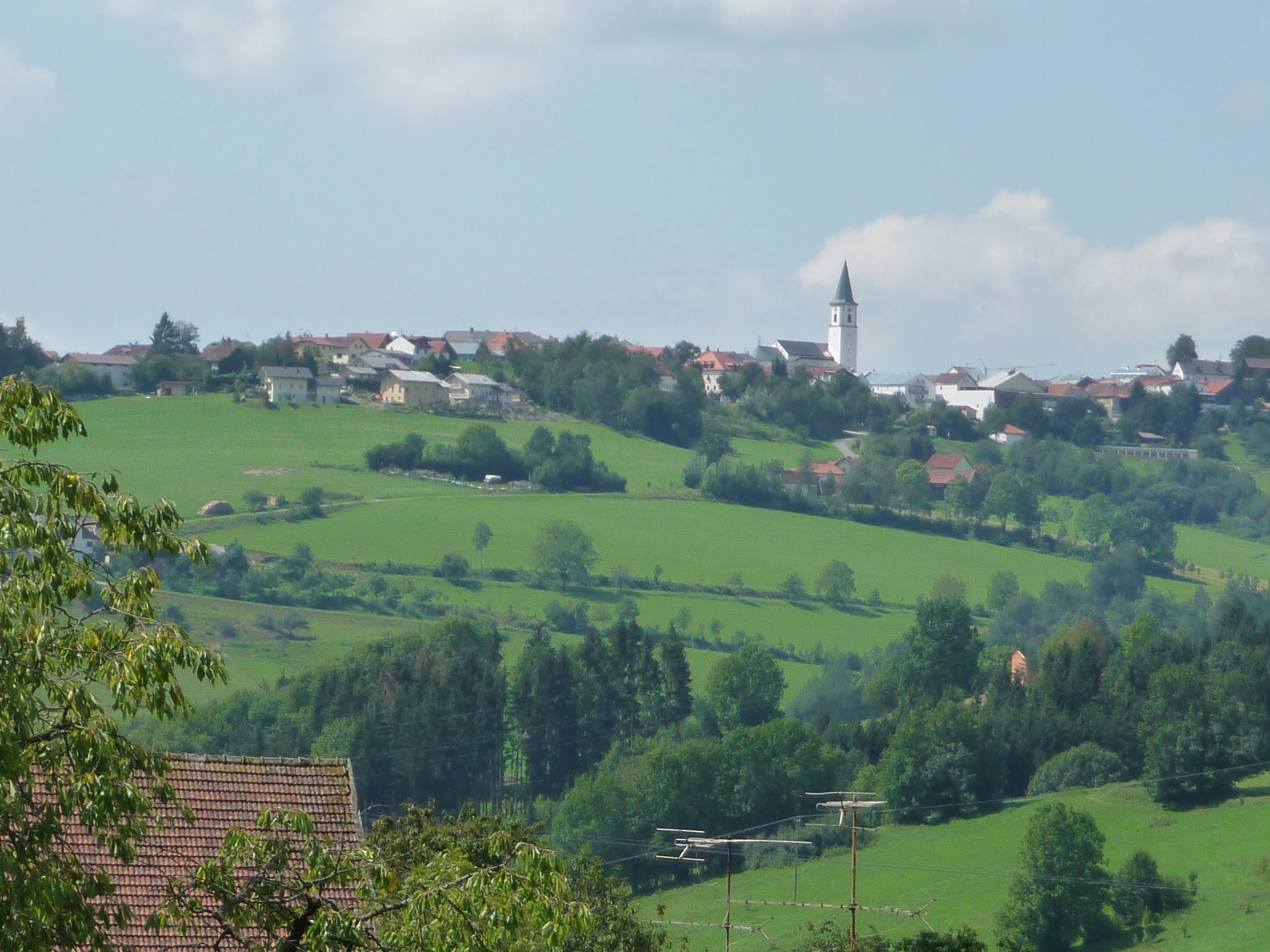
Blick auf den auf einem Höhenrücken liegenden niederbayerischen Markt Perlesreut

Auf dieser Seite sind die Baudenkmäler in dem niederbayerischen Markt Perlesreut zusammengestellt. Diese Tabelle ist eine Teilliste der Liste der Baudenkmäler in Bayern. Grundlage ist die Bayerische Denkmalliste, die auf Basis des Bayerischen Denkmalschutzgesetzes vom 1. Oktober 1973 erstmals erstellt wurde und seither durch das Bayerische Landesamt für Denkmalpflege geführt wird. Die folgenden Angaben ersetzen nicht die rechtsverbindliche Auskunft der Denkmalschutzbehörde.

## Ensembles

### Ensemble Ortskern Perlesreut
Das Ensemble umfasst einen der kleinsten, jedoch in seinen Elementen einen der besterhaltenen Märkte des Bayerischen Waldes. Von einer Inselzone um die Kirche erstreckt sich ostwärts ein plangerechter Straßenmarkt, westwärts eine Art Vormarkt, wobei die Lage auf einem weithin sichtbaren Höhenrücken mit steil abfallenden Nord- und Südflanken durch die Ausbildung massiver Stützmauern an den Gebäuderückfronten und Gartengrenzen einem gewissen Schutzbedürfnis im Sinne eines Stadtmauerersatzes nachkam. Es war leicht möglich den einen ost-westlichen Straßenzug an der Ein- und Ausfahrt mit einem Tor abzuschirmen. Die Inselzone um die Kirche als Kernzelle des Ortes spiegelt die Bedeutung, die Perlesreut als Urpfarrei für ein riesiges Gebiet seit mindestens 1150 hatte. Zwischen etwa 1250 und 1350 erfolgte die Anlage des Marktes nach der Markterhebung durch die Bischöfe von Passau, zu deren Hochstift der Ort zusammen mit dem umliegenden Abteiland seit dem Anfang des 13. Jahrhunderts gehörte. Weil er nicht an einem der wichtigen Handelswege nach Böhmen lag, sondern als Binnenhandelszentrum des Abteilandes fungieren sollte, blieb der Markt klein. Die Kirche beherrscht die Flucht des Straßenmarktes, die von meist zweigeschossigen Vorschussmauer-Giebelhäusern gebildet wird, zum Teil mit waagrechten Abschlussmauern. Das gleiche Schema ist auch im nahen Schönberg, in leichter Abwandlung auch in Waldkirchen zu finden. Die Brände der Jahre 1728, 1828, 1833, 1874 haben nur einen einzigen Blockbau übrig gelassen (Bräuhausstraße 2). Zahlreiche Schwibbögen, Freitreppen und der spätgotische Hauseingang von Marktplatz 12 tragen zum Eindruck von Urtümlichkeit bei. Umso störender wirken daher mehrere großflächige Schaufenstereinbauten und der Metzgereianbau vor der Kirchenapsis. Aktennummer: E-2-72-138-1.

## Baudenkmäler nach Ortsteilen

### Perlesreut
| Lage                        | Objekt                              | Beschreibung | Akten-Nr.     | Bild                    |
| --------------------------- | ----------------------------------- | --- | ------------- | ----------------------- |
| Bräuhausstraße 2 (Standort) | Ehemaliges Waldlerhaus              | zweigeschossiger traufständiger Flachsatteldachbau, zum Teil Blockbau, 1. Hälfte 18. Jahrhundert | D-2-72-138-3  | BW                      |
| Friedhofstraße 1 (Standort) | Friedhof                            | in Rechteckanlage, Bruchsteinmauer, Eingangsfront als Arkadengang, Westseite mit Grabkapelle, Anlage nach Ortsbrand 1833 auf Anhöhe östlich des Ortes. | D-2-72-138-14 | weitere Bilder          |
| Marktplatz 10 (Standort)    | Portal                              | Türgerüst aus Quadern mit Eckleisten, Sandstein, bezeichnet 1829 | D-2-72-138-4  | BW                      |
| Marktplatz 11 (Standort)    | Wohn- und Geschäftshaus             | zum Marktplatz zweigeschossiger, massiver Walmdachbau, am Türgerüst bezeichnet 1828, mit anschließendem Schwibbogen; dreigeschossiges, massives Rückgebäude mit Stall und Laubengang, 19. Jahrhundert; Stallstadel mit Durchfahrt und massivem Erdgeschoss, 19. Jahrhundert | D-2-72-138-5  | Wohn- und Geschäftshaus |
| Marktplatz 15 (Standort)    | Wohn- und Geschäftshaus             | dreigeschossiger Massivbau mit Flachsatteldach und Vorschussgiebel, Putzgliederung, Ende 19. Jahrhundert, im Kern 18. Jahrhundert; Schwibbogen zum Nachbarhaus; Nischenfigur Jungfrau Maria, 18./19. Jahrhundert                                                            | D-2-72-138-7  | Wohn- und Geschäftshaus |
| Marktplatz 18 (Standort)    | Portal                              | Türgerüst mit Oberlicht und Ornamentierung, Granit, bezeichnet 1829 | D-2-72-138-8  | Portal                  |
| Marktplatz 22 (Standort)    | Portal                              | Türgerüst aus Quadern mit Randleiste, Granit, bezeichnet 1825 | D-2-72-138-9  | BW                      |
| Marktplatz 23 (Standort)    | Katholisches Pfarrhaus              | Massivbau mit Walmdach und Haustein-Gliederungen, bezeichnet 1830. | D-2-72-138-10 | Katholisches Pfarrhaus  |
| Marktplatz 25 (Standort)    | Katholische Pfarrkirche St. Andreas | dreischiffige Hallenkirche mit erhöhtem Mittelschiff, Hausteinstrebepfeilern, einschiffiger Chor und Turmunterbau im Kern spätgotisch, Langhaus neugotisch, 1885/86; mit Ausstattung                                                                                        | D-2-72-138-1  | weitere Bilder          |
| Marktplatz 25 (Standort)    | Kriegergedächtniskapelle            | Zentralbau, neubarock, um 1920, südlich der Kirche; seitlich ehemalige Friedhofsmauer mit Grabmalen, 16.–18. Jahrhundert | D-2-72-138-2  | weitere Bilder          |
| Marktplatz 32 (Standort)    | Portal                              | Türgerüst mit leichter Ohrung, Granit, bezeichnet 1762 | D-2-72-138-11 | BW                      |
| Marktplatz 33 (Standort)    | Portal                              | Türgerüst aus Quadern mit Randleiste, Granit, bezeichnet 1825 | D-2-72-138-12 | BW                      |
| Marktplatz 34 (Standort)    | Portal                              | korbbogiges Türgerüst mit Reliefierung und Schlussstein, Granit, bezeichnet 1787 | D-2-72-138-13 | BW                      |

### Empertsreut
| Lage                     | Objekt                    | Beschreibung                                            | Akten-Nr.     | Bild |
| ------------------------ | ------------------------- | ------------------------------------------------------- | ------------- | ---- |
| Empertsreut 2 (Standort) | Kruzifix mit Arma Christi | Holz, farbig gefasst, Bauernbarock, 18./19. Jahrhundert | D-2-72-138-17 | BW   |

### Göschlmühle
| Lage                     | Objekt      | Beschreibung | Akten-Nr.     | Bild        |
| ------------------------ | ----------- | --- | ------------- | ----------- |
| Göschlmühle 1 (Standort) | Göschlmühle | Hauptgebäude mit Halbwalm, Profilgesims, Stuckverzierungen und farbigem Stuckrelief über der Tür, gegen 1800; im Giebel barocke Hausfigur | D-2-72-138-18 | Göschlmühle |

### Hatzerreut
| Lage                    | Objekt  | Beschreibung                          | Akten-Nr.     | Bild |
| ----------------------- | ------- | ------------------------------------- | ------------- | ---- |
| Hatzerreut 9 (Standort) | Kapelle | Ende 19. Jahrhundert; mit Ausstattung | D-2-72-138-19 | BW   |

### Heiblmühle
| Lage                    | Objekt | Beschreibung                                                               | Akten-Nr.     | Bild  |
| ----------------------- | ------ | -------------------------------------------------------------------------- | ------------- | ----- |
| Heiblmühle 1 (Standort) | Mühle  | Hauptgebäude dreigeschossiger Walmdachbau, zweites Viertel 19. Jahrhundert | D-2-72-138-20 | Mühle |

### Hirtreut
| Lage                   | Objekt                                    | Beschreibung     | Akten-Nr.     | Bild |
| ---------------------- | ----------------------------------------- | ---------------- | ------------- | ---- |
| In Hirtreut (Standort) | Alte Ausstattung der modernen Ortskapelle | Alte Ausstattung | D-2-72-138-21 | BW   |

### Kirchberg
| Lage                                     | Objekt    | Beschreibung | Akten-Nr.     | Bild |
| ---------------------------------------- | --------- | --- | ------------- | ---- |
| Kirchberg 10 (Standort)                  | Kirche    | Chor spätgotisch, Langhaus barock; mit Ausstattung Um die Mitte des 15. Jahrhunderts wurden der netzrippengewölbte Chor sowie die an der Nordseite angesetzte, mit einem gratigen Kreuzgewölbe versehene Sakristei gebaut. Die Kirche ist dem hl. Bischof Nikolaus geweiht und sollte eine alte Handelsstraße behüten, die hier aus dem Hochstift Passau in das Herzogtum Bayern führte. Noch im 17. Jahrhundert bestand die Kirche nur aus dem spätgotischen Chor, an den ein kleiner Holzbau mit Turm vorgesetzt war. Neben der Kirche stand ein Mesnerhaus. | D-2-72-138-23 | BW   |
| an der Straße nach Waldenreut (Standort) | Bildstock | Granitsäule mit Laterne, bezeichnet mit "1642" | D-2-72-138-24 | BW   |

### Kumpfmühle
| Lage                                           | Objekt      | Beschreibung                            | Akten-Nr.     | Bild |
| ---------------------------------------------- | ----------- | --------------------------------------- | ------------- | ---- |
| Ohmühlfeld, südöstlich am Mühlholz. (Standort) | Feldkapelle | mit Zeltdach, 1. Hälfte 19. Jahrhundert | D-2-72-138-25 | BW   |

### Lindberg
| Lage                   | Objekt                | Beschreibung                                         | Akten-Nr.     | Bild |
| ---------------------- | --------------------- | ---------------------------------------------------- | ------------- | ---- |
| Lindberg 3 (Standort)  | Kapelle               | Mitte 19. Jahrhundert; mit Ausstattung               | D-2-72-138-26 | BW   |
| Lindberg 14 (Standort) | Nebenhaus zum Gasthof | erneuertes Waldlerhaus, im Kern Ende 17. Jahrhundert | D-2-72-138-27 | BW   |

### Marchetsreut
| Lage                       | Objekt     | Beschreibung | Akten-Nr.     | Bild   |
| -------------------------- | ---------- | --- | ------------- | ------ |
| Marchetsreut 6 (Standort)  | Portal     | Granitgewände mit Randleiste, bezeichnet 1849; Hausfigur Hl. Florian, Holz, farbig gefasst, in Kastennische, 18./19. Jahrhundert. | D-2-72-138-28 | Portal |
| Marchetsreut 21 (Standort) | Bauernhaus | zweigeschossiger Massivbau mit Halbwalmdach und weitem Dachvorsprung, Portal bezeichnet 1871, im Kern wohl älter.                 | D-2-72-138-31 | BW     |

### Maresberg
| Lage                    | Objekt                     | Beschreibung                                                                                           | Akten-Nr.     | Bild |
| ----------------------- | -------------------------- | --- | ------------- | ---- |
| Maresberg 7 (Standort)  | Ehemaliges Kleinbauernhaus | zweigeschossiger Blockbau, verputzt, 1870, mit Lüftlmalerei von Prof. Richard Godron, bezeichnet 1914. | D-2-72-138-38 | BW   |
| Maresberg 18 (Standort) | Kleinbauernhaus            | zweigeschossiger Blockbau, im Kern 18./19. Jahrhundert                                                 | D-2-72-138-32 | BW   |

### Messerschmidmühle
| Lage                                  | Objekt  | Beschreibung                                                   | Akten-Nr.     | Bild    |
| ------------------------------------- | ------- | -------------------------------------------------------------- | ------------- | ------- |
| Müllerfeld, bei der Mühle. (Standort) | Kapelle | neugotischer Bau, 4. Viertel 19. Jahrhundert; mit Ausstattung; | D-2-72-138-33 | Kapelle |

### Niederperlesreut
| Lage                           | Objekt      | Beschreibung              | Akten-Nr.     | Bild |
| ------------------------------ | ----------- | ------------------------- | ------------- | ---- |
| Niederperlesreut 18 (Standort) | Kreuzgruppe | bäuerlich barock; am Haus | D-2-72-138-34 | BW   |

### Rentpoldenreuth
| Lage                         | Objekt                                | Beschreibung     | Akten-Nr.     | Bild |
| ---------------------------- | ------------------------------------- | ---------------- | ------------- | ---- |
| Rentpoldenreuth 9 (Standort) | Alte Ausstattung der modernen Kapelle | Alte Ausstattung | D-2-72-138-36 | BW   |

### Unteranschiessing
| Lage                            | Objekt              | Beschreibung                                                                                          | Akten-Nr.     | Bild |
| ------------------------------- | ------------------- | --- | ------------- | ---- |
| In Unteranschiessing (Standort) | Kapellenausstattung | Kruzifix mit Arma Christi und Beifiguren, Holz, farbig gefasst, bäuerlich barock, 18./19. Jahrhundert | D-2-72-138-55 | BW   |

### Waldenreut
| Lage                    | Objekt      | Beschreibung                                                                                 | Akten-Nr.     | Bild |
| ----------------------- | ----------- | -------------------------------------------------------------------------------------------- | ------------- | ---- |
| Waldenreut 7 (Standort) | Traidkasten | Anfang 19. Jahrhundert; barockes Kruzifix, am Stadel; Hauskapelle 19. Jahrhundert, angebaut. | D-2-72-138-37 | BW   |

## Ehemalige Baudenkmäler
In diesem Abschnitt sind Objekte aufgeführt, die früher einmal in der Denkmalliste eingetragen waren, jetzt aber nicht mehr. Objekte, die in anderem Zusammenhang also z. B. als Teil eines Baudenkmals weiter eingetragen sind, sollen hier nicht aufgeführt werden. Aktennummern in diesem Abschnitt sind ehemalige, jetzt nicht mehr gültige Aktennummern.

| Lage                                      | Objekt      | Beschreibung | Akten-Nr.     | Bild     |
| ----------------------------------------- | ----------- | --- | ------------- | -------- |
| Perlesreut Marktplatz 12 (Standort)       | Wohnhaus    | Massivbau mit waagrechter Vorschussmauer, 2. Viertel 19. Jahrhundert, spätgotische Kragstütztür, 15./16. Jahrhundert | D-2-72-138-6  | Wohnhaus |
| Eisenbernreut Eisenbernreut 19 (Standort) | Waldlerhaus | Mitterstallbau | D-2-72-138-39 | BW       |
| Ellersdorf In Ellersdorf (Standort)       | Kapelle     | verschalter Holzbau, wohl Ende 19. Jahrhundert                                                                       | D-2-72-138-15 | BW       |
| Empertsreut Empertsreut 2 (Standort)      | Traidkasten | erstes Viertel 19. Jahrhundert                                                                                       | D-2-72-138-16 | BW       |
| Marchetsreut Marchetsreut 2 (Standort)    | Türgerüst   | bezeichnet 1873 | D-2-72-138-30 | BW       |
| Marchetsreut Marchetsreut 4 (Standort)    | Türgerüst   | bezeichnet 1870 | D-2-72-138-29 | BW       |